# Hippothoa calciophilia
Hippothoa calciophilia är en mossdjursart som beskrevs av Gordon 1984. Hippothoa calciophilia ingår i släktet Hippothoa och familjen Hippothoidae. Inga underarter finns listade i Catalogue of Life.